# Henrich Focke
Henrich Focke (8. října 1890 Brémy – 25. února 1979 tamtéž) byl nejznámější německý konstruktér a průkopník stavby vrtulníků. V roce 1924 založil v Brémách společnost Focke-Wulf-Flugzeugbau AG a v roce 1937 s Gerdem Achgelisem firmu Focke-Achgelis.

## Mládí
Henrichův otec Johann Focke byl zakladatelem Zemského muzea historie umění (dnes Focke-Museum) v Brémách. Henrich byl celý život fascinován velkými možnostmi letectví. Se svým bratrem stavěl modely letadel. V roce 1908 začal studovat konstrukci strojů na Technické univerzitě v Hannoveru, ale studium zakončil získáním diplomu až po skončení první světové války v roce 1920. Za války sloužil nejprve jako infanterista, později u letectva. Už během studia stavěl společně s G. Wulfem, bratrem a dalšími první kluzáky (první v roce 1909) a letadla (Focke A III, 1912). V roce 1921 s G. Wulfem postavili první úředně schválený letoun A7.

## Do roku 1945
Focke, Georg Wulf a Dr. Werner Naumann společně založili v roce 1924 firmu Bremer Flugzeugwerke, která se ještě v tom roce změnila na akciovou společnost Focke-Wulf AG. Cílem firmy bylo zejména bezpečné létání. Do roku 1933 vzniklo 29 různých typů letounů, celkem bylo postaveno asi 140 strojů. Mezi nimi byl A 19 Ente (kachna). Využíval patentu z roku 1908, na kterém se podílel bratr Wilhelm Focke. S jedním z postavených strojů v roce 1927 havaroval při testovacím letu Georg Wulf a na následky poranění páteře zemřel.
Po fúzi Focke-Wulf s firmou Albatros Flugzeugwerke v roce 1931 začal Henrich Focke pracovat i v oblasti konstrukce vírníků. Sbíral zkušenosti s provozem i stavbou autogyr Cierva C.19 a C.30, které firma vyráběla v licenci.
V roce 1931 byl jmenován profesorem. Přednášel i na brémském technickém učilišti. V roce 1933 musel po vnějších tlacích opustit místo ve vedení společnosti Focke-Wulf AG, ale ve stavbě vírníků a předchůdců vrtulníků mohl pokračovat. Výsledkem vývoje bylo představení prvního skutečně letu schopného vrtulníku Fw 61 v roce 1936 v Brémách. Fw 61 mohl, oproti vírníkům startovat i přistávat kolmo. Vedení společnosti Focke-Wulf však ve vývoji této koncepce nevidělo praktický význam a činilo Fockemu různé těžkosti, takže se Henrich i na nátlak akcionářů rozhodl firmu opustit.
Henrich Focke společně s akrobatickým mistrem světa Gerdem Achgelisem založil firmu Focke-Achgelis v Delmenhorstu (Hoykenkamp). Ještě před začátkem druhé světové války Focke-Achgelis vypracoval plány na přestavbu civilní nákladní helikoptéry Fa 266 na pozdější vojenskou Fa 223 Drache. V roce 1944 se firma sloučila s Weser-Flugzeugbau GmbH.

## Po roce 1945
Po druhé světové válce v letech 1945 až 1948 byl Focke jako válečný zajatec přinucen pracovat ve Francii. Pracoval jako poradce při přestavbě Fa 223 u státní společnosti SNCASE v Paříži. Helikoptéra nesla označení S. E. 3000. V té době se vyráběla i jednorotorová S. E. 3101, předchůdce vrtulníku Alouette.
V roce 1948 založil Focke konstrukční kancelář v Brémách. Protože však spojenci v Německu nedovolili vyrábět letadla, přenesl své zkušenosti do oboru lodní dopravy a stavebnictví. Mezi lety 1948 a 1958 byl Focke technickým poradcem britského ministerstva letectví pro výrobu vrtulníků. Od roku 1950 pracoval jako konstruktér u Norddeutschen Fahrzeugwerke ve Wilhelmshavenu. O rok později vyvinul v Amsterdamu Convertiplan, čtyřrotorový letoun s kolmým startem. Od roku 1952 působil čtyři roky v Brazílii ve vývoji dvoumístné lehké helikoptéry Beija Flor (kolibřík).

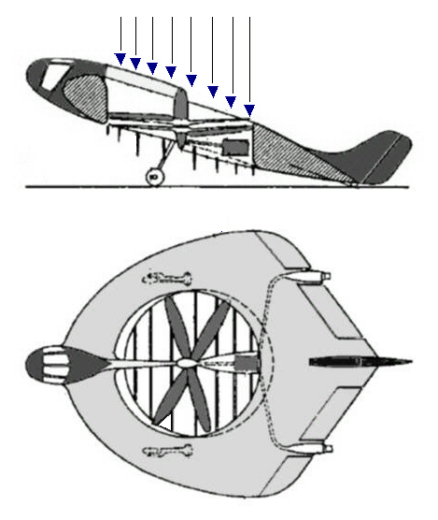
Nákres Focke Rochen

Po zastavení projektu v roce 1956 se Focke znovu vrátil do Brém. V roce 1957 si dal patentovat princip „prstencového křídla – koleoptéry“ Focke Rochen s kolmým startem, na kterém pracoval už od roku 1944. V brémské firmě Borgward Automobilwerken poté pokračoval ve vývoji vrtulníku s označením Kolibri, který Focke vyvíjel v Brazílii. První let proběhl v roce 1958. Další výzkum musel být zastaven kvůli konkursu vyhlášenému v roce 1961 na firmu Borgward.

## Focke v důchodovém věku
Na přelomu padesátých a šedesátých let postavil v centru města v dílně v zadním traktu aerodynamický tunel a s jeho pomocí se snažil vylepšit vlastnosti vrtulníků. Zde také zkoumal jiné problémy z oboru aerodynamiky, mezi jinými proudění vzduchu při pomalém letu. Tunel byl znovu objeven Kai Steffenem v roce 1997 a dnes je hlavní atrakcí malého muzea.
Až do roku 1965 se Henrich Focke věnoval práci jako poradce ve firmě Vereinigte Flugtechnische Werke (nástupce Focke-Wulf) v Brémách a v Německém výzkumném ústavu letectví a vesmír. Henrich Focke, mnohokrát vyznamenaný a vážený občan zemřel 25. února 1979.